# Гатли, Майкл
Майкл Энтони Гатли (англ. Michael Anthony Gateley; 13 июня 1904, Дели, Британская Индия — неизвестно) — индийский хоккеист на траве, полевой игрок. Олимпийский чемпион 1928 года.

## Биография
Майкл Гатли родился 13 июня 1904 года в городе Дели в Британской Индии (сейчас в Индии).
Играл в хоккей на траве за Дели.
В 1928 году вошёл в состав сборной Индии по хоккею на траве на летних Олимпийских играх в Амстердаме и завоевал золотую медаль. Играл в поле, провёл 3 матча, забил 2 мяча (по одному в ворота сборных Австрии и Швейцарии).
О дальнейшей жизни данных нет.